# Jimmy Djimrabaye
Jimmy Djimrabaye, né le 8 avril 1992, est un joueur de basket-ball. Il mesure 2,03 m et évolue aux postes d'ailier fort et de pivot.

## Biographie
En mars 2012, il met un terme à sa saison pour se faire opérer du genou.
Après trois années à la JA Vichy, il rejoint, durant l'été 2012, le BCM Gravelines Dunkerque.
En juin 2013, il part à Denain.
En juillet 2014, il reste dans le Pas-de-Calais et signe au Portel.
En octobre 2015, il s'engage avec l'ABBR Opale Sud - Avenir Basket Berck Rang-du-Fliers en tant que pigiste de Justin Rutty. En février 2016, sans contrat, il participe aux entraînements avec Le Portel. Le 21 mars 2016, il est engagé en tant que pigiste de Maxime Zianveni à l'Étoile de Charleville-Mézières.
Le 5 août 2016, il revient à Gravelines pour la saison 2016-2017.
Le 23 juin 2017, il signe à Orléans pour la saison 2017-2018.
Le 1er octobre 2018, il rejoint  Quimper en tant que pigiste médical d'Alexis Desespringalle.

## Palmarès
- Champion de Pro B saison  2022-2023 avec Saint-Quentin Basket-Ball